# Paul Finch
Paul Finch (joué par Eddie Kaye Thomas) est l'un des personnages principaux de la saga American Pie.

## Biographie fictive
Finch est sophistiqué et cultivé, mais pas assez cool pour attirer les filles. Malheureusement pour lui, Stifler s'arrangera pour briser cette image. Finch décidera de se venger de Steve Stifler en ayant des rapports sexuels avec la mère de celui-ci. Depuis, il est amoureux de la mère de Stifler, puis il a des rapports sexuels trois fois avec elle, ce qui crée une forte tension entre les deux adolescents.

## Apparitions

### American Pie
Finch et ses potes décident de faire un pacte : perdre leur virginité avant la fin de l'année scolaire. Afin d'avoir toutes ses chances, il paie Jessica pour qu'elle raconte de fausses rumeurs à son sujet pour que les filles ne craquent que pour lui, ce qui arriva. Mais Stifler, jaloux, lui met du laxatif dans son café et en allant aux toilettes, il devient la risée du lycée. Il va donc seul à la fête de Stifler, tombe par hasard sur la mère de Steve et couche avec elle.

### American Pie 2
Il fait du tantra, une discipline bouddhiste pour avoir l'orgasme éternel. Il fait ça pour la mère de Stifler qu'il a retrouvé à la fin du film et couche avec elle.

### American Pie 3: Marions-les!
Finch a un faible pour Candice Flaherty, la jeune sœur de Michelle. Il se comporte comme Stifler, qui arrive à étonner Candice.  Stifler, lui, ne lâche rien, il se comporte comme Finch, un peu snob afin de gagner la confiance de Candice. Après plusieurs rebondissements c'est finalement Stifler qui réussit à conquérir Candice.
Quant à Finch, il retrouve pour la troisième fois la mère de Stifler et va coucher avec elle juste après.

### American Pie 4
Selon ses dires, Finch est un voyageur international et a une vie plutôt aventureuse et intrépide, mais en réalité, il a un travail qui l'ennuie et une vie monotone. Il semble être devenu de plus en plus confiant par rapport à lui-même qu'il ne l'était au lycée. Il n'a plus revu la mère de Stifler. Au long du film, il fréquente Selena Vega, une de ses anciennes camarades au lycée ayant le physique ingrat à l'époque, aujourd'hui taillée en véritable femme fatale. Ils finissent par coucher ensemble.